# Wirtschaftsgruppe Lebensmittelindustrie
Die Wirtschaftsgruppe Lebensmittelindustrie (kurz: WG Lebensmittelindustrie) war der staatlich organisierte Wirtschaftsverband für die deutsche Lebensmittelindustrie während der Zeit des Nationalsozialismus. Sie war eine der Wirtschaftsgruppen innerhalb der Reichsgruppe Industrie in der Reichswirtschaftskammer.
Die WG Lebensmittelindustrie war ab 1934 bis 1945 der staatlich eingesetzte und organisierte, alleinige Vertreter der Unternehmen der Lebensmittelindustrie, für die eine Pflichtmitgliedschaft bestand. Die WG Lebensmittelindustrie und ihre Fachgruppen traten anstelle der vorher zuständigen, freien Verbände. Sie arbeitete mit dem Reichsnährstand zusammen.

## Geschichte
Seit seiner Gründung 1901 war der Bund Deutscher Nahrungsmittel-Fabrikanten und -Händler als freier (nicht staatlicher) Verband für die Vertretung der Interessen von Verbänden und Unternehmen der Lebensmittelindustrie und des Lebensmittelhandels gegenüber Politik und Behörden zuständig. Mit dem Gesetz zur Vorbereitung des organischen Aufbaus der deutschen Wirtschaft vom 27. Februar 1934, dem sog. Wiederaufbaugesetz ordnete das nationalsozialistische Regime das bisher freie Verbandswesen der Wirtschaft dem Staat unter. § 1 des Gesetzes ermächtigte den Reichswirtschaftsminister, bestimmte Wirtschaftsverbände als Alleinvertreter ihres Wirtschaftszweiges anzuerkennen sowie Wirtschaftsverbände zu errichten, aufzulösen oder sie miteinander zu vereinigen. Für die Lebensmittelindustrie wurde die Wirtschaftsgruppe Lebensmittelindustrie eingerichtet. Die Fachgruppen und Fachuntergruppen der WG Lebensmittelindustrie traten anstelle der freien Verbände der Branche.
Der Bund Deutscher Nahrungsmittel-Fabrikanten und -Händler durfte als Zweck- bzw. Fachverband für rechtliche und wissenschaftliche Fragen bestehen bleiben, musste sich aber umbenennen. Mit einer am 2. Dezember 1936 beschlossenen Satzungsänderung änderte er seinen Namen in Bund Deutscher Lebensmittel-Fabrikanten und -Händler für Lebensmittelkunde und Lebensmittelrecht e. V. Er musste fortan eng mit der WG Lebensmittelindustrie zusammenarbeiten. Auch seine Verbandszeitschrift Deutsche Nahrungsmittel-Rundschau musste der Verband ab Januar 1936 unter dem neuen Titel Deutsche Lebensmittel-Rundschau gemeinsam mit der Wirtschaftsgruppe Lebensmittelindustrie herausgeben.
Im Dezember 1936 hatte die Wirtschaftsgruppe Lebensmittelindustrie 23.000 Mitglieder, die den verschiedenen Zweigen der Lebensmittelindustrie angehörten.
Mit Kriegsende im Mai 1945 wurde die Wirtschaftsgruppe Lebensmittelindustrie aufgelöst.

## Aufbau und Gliederung
Die Wirtschaftsgruppe Lebensmittelindustrie war für die einzelnen Industriezweige  in 16 Fachgruppen (FG) und eine Sammelfachgruppe, teilweise mit weiteren Fachuntergruppen, gegliedert:
- FG Getreidemühlenindustrie
- FG Schälmühlenindustrie
- FG Brotindustrie
- FG Süßwarenindustrie
- FG Fleischwarenindustrie
- FG Fischindustrie
- FG Öle und Fette
  - Fachuntergruppe Ölmühlenindustrie
  - Fachuntergruppe Margarineindustrie
- FG Obst- und Gemüseverwertungsindustrie
- FG Stärkeindustrie
- FG Nährmittelindustrie
- FG Futtermittelindustrie
- FG Kaffee-Ersatz-Industrie
- FG Kühlindustrie
- FG Schaumweinindustrie
- FG Mineralwasserindustrie
  - Fachuntergruppe Mineralwasserfabrikanten
  - Fachuntergruppe Mineralbrunnen
- FG Tabakindustrie
  - Fachuntergruppe Zigarrenindustrie
  - Fachuntergruppe Rauch-, Kau- und Schnupftabakindustrie
  - Fachuntergruppe Zigarettenindustrie
- Sammelfachgruppe Verschiedene Lebensmittelindustriezweige
  - Fachuntergruppe Gewürzindustrie
  - Fachuntergruppe Schmelzkäseindustrie
  - Fachuntergruppe Kunsthonigindustrie
  - Fachuntergruppe Wermutweinindustrie
  - Fachuntergruppe Essenzenindustrie
  - Fachuntergruppe Essigindustrie
  - Fachuntergruppe Senfindustrie
  - Fachuntergruppe Eispulver und Eisbindemittel

## Leitung
Leiter der Wirtschaftsgruppe Lebensmittelindustrie war Hugo Theunert, Generaldirektor der Malzkaffeefabrik Kathreiner. Hauptgeschäftsführer war Hansgeorg Riese.